# ییلماز گرودا
ییلماز گرودا (ترکی استانبولی: Yılmaz Gruda؛ زادهٔ ۱۴ ژوئیهٔ ۱۹۳۰ – درگذشتهٔ ۲۵ ژوئیهٔ ۲۰۲۳) بازیگر، شاعر، نمایشنامه‌نویس، ترجمه اهل ترکیه بود. وی از سال ۱۹۵۶ میلادی تا هنگام مرگ مشغول فعالیت بود.